# 名和君代

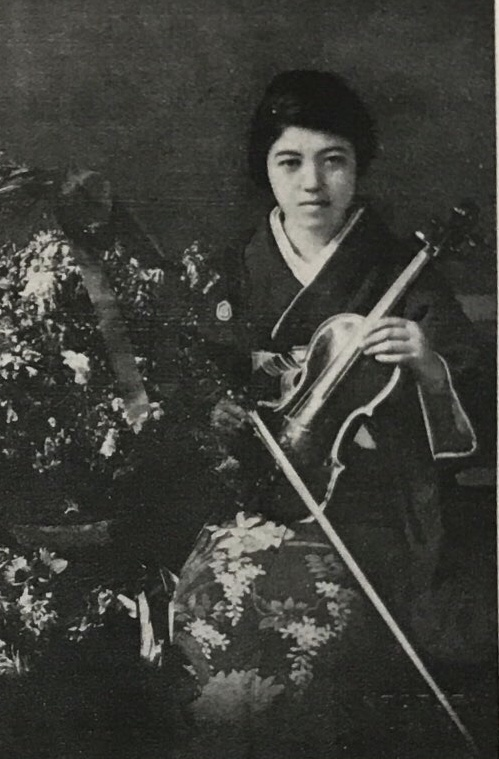
ヴァイオリニスト名和君代の君 （芳紀二十五、東京音楽学校卒業）

名和 君代（なわ きみよ、1899年（明治32年）7月12日 - 1933年（昭和8年）3月3日）は、日本の女性音楽家。ヴァイオリニスト。神奈川県横浜市石川町出身。

## 来歴
- 1899年（明治32年） - 横浜市石川町にて名和儀三郎と伊藤きいの五女として生まれる。[要出典]＊一次資料：戸籍謄本
- 8、9歳の頃より山田流箏曲を相原千賀恵に師事し、14歳の時奥伝に達して師匠の代稽古を務めた。[1]
- 1916年（大正5年） - 横浜高等女学校卒業後、東京音楽学校 (後の東京芸術大学）器楽部に入学。安藤幸子、頼母木駒子両教授の指導の下にヴァイオリニンを専攻。[1]
- 1920年（大正9年） - 楽友会のステージにて初演奏。[1][2]
- 1920年（大正9年） - 東京音楽学校を卒業。[1]
- 1920年（大正10年） - 横浜市開港記念会館においてローデーコンセルトを演奏。[1]
- 1921年（大正10年） - 翌1922年（大正11年）まで鹿児島県立第一高等女学校（現鹿児島県立鶴丸高等学校）の音楽講師を務める。[1]
- 1924年（大正13年） - 滑川商業学校（現・富山県立滑川高等学校）校歌の作曲。[3]
- 1926年（大正15年）9月 - 横浜紅蘭高等女学校に奉職。[1]
- 1927年（昭和2年）6月11日 - 名和君代提琴独奏会を報知講堂にて開催（伴奏は平田義宗）。[4]
- 1928年（昭和3年）6月23日 - 横浜勤労婦人連盟の音楽会で演奏。[5]